# Autopackage
Autopackage es un sistema de gestión de paquetes relativamente nuevo para GNU/Linux, que puede ser usado en cualquier distribución Linux. Autopackage comprueba que se cumplen las dependencias necesarias para instalar el paquete. Si alguna no se cumple, las instala de manera automática.
Los paquetes.package son realmente scripts de bash ejecutables, por lo que pueden ser instalados simplemente ejecutándolos.
Autopackage pretende que se use para instalar aplicaciones no relacionadas con el núcleo como un procesador de textos, un navegador web o un videojuego. Para aplicaciones y librerías relacionadas con el núcleo se recomienda usar el gestor de paquetes nativo de cada distribución por velocidad y por razones de compatibilidad.
Autopackage se diferencia de otros sistemas de instalación como Loki installer en que Autopackage está especialmente diseñado para ser compatible con tantas distribuciones como sea posible.
Un sistema alternativo que pretende lo mismo es OBLISK.
Autopackage usa APbuild para evitar falsas dependencias, un compilador multiplataforma para hacer programas C++ compatibles con diferentes versiones de GCC, y símbolos de la versión corregida de GLIBC, además de otras funcionalidades. Los programas que usa Autopackage deben ser relocalizables, es decir, instalables en cualquier ubicación sin necesidad de recopilación. De esta manera es posible instalar un paquete como un usuario normal en su carpeta personal.
Autopackage ha empezado a ganar popularidad. Grandes proyectos como aMSN, Gaim e Inkscape usan Autopackage. Además, la popular web de software Freshmeat.net ofrece la posibilidad de subir Autopackages.

En agosto de 2010, Listaller and Autopackage anunciaron la fusión de ambos proyectos y actualmente el proyecto Autopackage se considera finalizado.

## Lecturas extra
- Autopackage: Toward a universal package manager for the desktop (enlace roto disponible en Internet Archive; véase el historial, la primera versión y la última). (en inglés)